# Léonce Quentin
Léonce Quentin   (Chartres, 16 de febrer de 1880 - Vincennes, 1 de desembre de 1957) fou un tirador amb arc francès, guanyador de quatre medalles olímpiques.
Va participar, als 40 anys, en els Jocs Olímpics d'Estiu de 1920 realitzats a Anvers (Bèlgica), on va aconseguir guanyar quatre medalles olímpiques: la medalla de plata en les proves d'ocell mòbil (28 metres individual), ocell mòbil (33 metres per equips) i ocell mòbil (50 metres per equips), així com la medalla de bronze en la prova d'ocell mòbil (28 metres per equips).